# Emile Mario Vacano

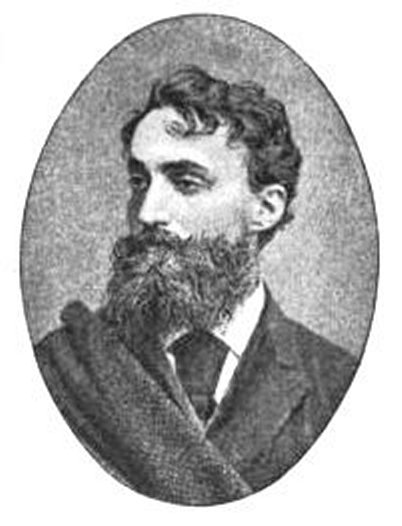
Emil Mario Vacano

Emil Alois Mario Ferdinand Hugo Vacano (* 16. November 1840 in Mährisch-Schönberg, Mährisch-Schlesien; † 9. Juni 1892 in Karlsruhe) war ein österreichischer Artist, Kunstreiter und Schriftsteller.

## Leben
Der Sohn eines Katastral-Oberinspektors trat zunächst verkleidet als Transvestit unter den Pseudonymen Signora Sangumetta oder Miss Corinna als Kunstreiterin auf, wobei ihn damals nur wenige ohne Verkleidung kannten. Vacano verkehrte später unter anderem im Umfeld von Leopold von Sacher-Masoch. Im weiteren Verlauf seines Lebens wurde er ein angesehener Schriftsteller und verfasste, zum Teil gemeinsam mit seinem Freund Emerich von Stadion, zahlreiche historische Romane und Erzählungen. Als Lola Montez im Barnum-Museum in New York das Skript zu „Blaues Blut“ las, soll sie es Moralische Vorlesungen genannt haben. Vacano wohnte jenen moralischen Vorlesungen bei und erhielt später, als er mit Montez befreundet wurde, von ihr die Erlaubnis zur Veröffentlichung.

## Werke (Auswahl)

### Als Autor
Erzählungen
- Am Wege aufgelesen. Novelle. E. J. Günther Verlag, Leipzig 1875.
- Bilder aus dem Harem. Verlag Klič & Spitzer, Wien 1876. (Digitalisat)
- Blaues Blut. Handbuch der Noblesse. Moralische Vorlesungen. Bloch Hoffschläger Verlag, Berlin 1864. (Digitalisat)
- Boudoirgeschichten. 2. Aufl., F. W. Steffens Verlag, Leipzig 1887.
- Das Brod der Engel. In: Friedrich Wilhelm Hackländer: Neuer deutscher Novellenschatz. Gebr. Kröner Verlag, Stuttgart 1887.
- Die Coulissenwelt ohne Lampenlicht. Theaterplaudereien. Bartholomäus Verlag, Erfurt 1876 (Wallners Reisebibliothek; 2). (Digitalisat Band1), (Band 2)
- Frivolitäten. Bloch Hoffschläger Verlag, Berlin 1868.
- Die Helden der Oper und anderes. Eduard Hallberger Verlag, Leipzig 1880.
- Humbug. Eine wunderliche Historie. Reclam-Verlag, Leipzig 1887 (Universal-Bibliothek; 2321).
- Komödianten. Reclam, Leipzig 1889 (Universal-Bibliothek; 2607).
- Künstlerblut. Indiscretionen aus dem Theaterleben. Hoffmann & Ohnstein Verlag, Leipzig 1879.
- Lady Arabella’s Launen. Novellen. G. Heckenast, Leipzig 1872.
- Mysterien des Welt- und Bühnen-Lebens. Reinhold Schlingmann Verlag, Berlin 1861/62 (2 Bde.). (Digitalisat Band 1), (Band 2)
- Wiener Fresken. Novellen. G. Heckenast, Leipzig 1873. (Digitalisat Heft 1), (Heft 2), (Heft 3), (Heft 4), (Heft 5), (Heft 6)

Romane
- Dornen. Erinnerungen und Ahnungen (Mit Emerich Graf von Stadion). Heckenast, Pest 1869. 3 Bände.
- Die Ehre des Herzens. Roman. Morwits Verlag, Berlin 1880.
- Das Geheimniss der Frau von Nizza. Eine Geschichte aus den letzten Lebensjahren Ludwig des Vierzehnten. Costenoble Verlag, Jena 1869.
- Das Geheimniß des alten Kärner. G. Heckenast, Leipzig 1871.
- Geheimnissvoll. Roman. Belser Wissenschaftlicher Dienst, Wildenberg 1990, ISBN 3-628-39747-2 (2 Bde.; Nachdruck der Ausgabe Jena 1872).
- Die Gottes-Mörder. Roman. G. Heckenast, Leipzig 1871. (Digitalisat)
- Die Kirchenräuber. Roman. Belser, Wissenschaftlicher Dienst, Wildenberg 1990, ISBN 3-628-39745-6 (Nachdruck der Ausgabe Stuttgart 1873). (Digitalisat)
- König Phantasus. Roman eines Unglücklichen. J. Bensheimer, Mannheim 1886.
  - König Phantasus. Roman eines Unglücklichen, hrsg. von Wolfram Setz, Männerschwarm, Hamburg 2014, ISBN 978-3-86300-068-4
- Der Magen und das Herz. Roman. Bloch Hoffschläger Verlag, Berlin 1864. (Digitalisat)
- Moderne Vagabunden. Humbug-Reise eines Abenteurers. Bloch Hoffschläger Verlag, Berlin 1863 (Seitenstück zu Karl von Holteis Vagabunden).
- Moralische Vorlesungen der Lola Montez. Quitte ou double; Ein historischer Miniaturroman. Bloch Hoffschläger Verlag, Berlin 1863.
- Der Roman der Adelina Patti. Verlag Klič & Spitzer, Wien 1875. (Digitalisat)
- Die Töchter Babels. G. Heckenast, Leipzig 1872. (Digitalisat)
- Vom Baum der Erkenntniss. Zukunfts Roman. Verlag Fried, Berlin 1894 (Nachdruck der Ausgabe Berlin 1865). (Digitalisat)

Theaterstücke
- Zwei vom Theater. Conversations-Schwank in 1 Akt. Bloch Hoffschläger Verlag, Berlin 1863 (Blochs Dilettanten-Bühne; 80).

### Als Bearbeiter
- Montjoye, der Mann von Eisen. Lebensbild in 5 Akten. Bloch Hoffschläger Verlag, Berlin 1865 (Frei nach Octave Feuillets Monjoye).
- Stolz und Liebe. Eduard Hallberger Verlag, Leipzig 1879 (frei nach Caroline Emily Camerons Roman Juliet's Guardian).
- Die Würger von Paris. Eine Geschichte von neulich. Eduard Hallberger Verlag, Leipzig 1881 (2 Bde.; frei nach Adolphe Belots Les étrangleurs).

### Als Herausgeber
- Bilderbuch für Hagestolze.  Verlag Glaser & Garte, Leipzig 1877/79 (5 Bde.).